# Luigi Cerebotani

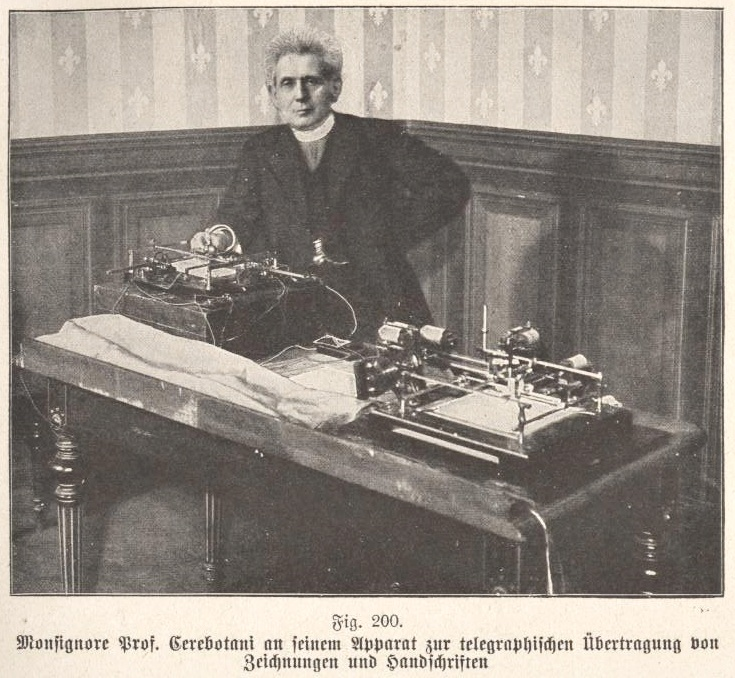
Luigi Cerebotani mit seinem Telegraph zur Übertragung von Handschriften und Zeichnungen, 1912

Luigi Cerebotani (* 11. Januar 1847 in Lonato; † 19. Oktober 1928 in Verona) war italienischer Theologe, Philosoph und Erfinder.
Cerebotani studierte in Rom Theologie, wurde 1869 in Verona zum Priester geweiht und promovierte 1870 zum Doktor der Philosophie und Theologie. 1873 kam er als Sekretär des Kardinals Gustav Adolf zu Hohenlohe-Schillingsfürst nach München. Ab 1883 lehrte er fünf Jahre als Professor am Priesterseminar in Verona. 1889 kehrte er, inzwischen Prälat geworden, als Apostolischer Delegat (Päpstlicher Gesandter) wieder nach München zurück. München wurde nun seine zweite Heimat. Hier wurde er auch Mitglied des Domkapitels und hatte Zeit, sich wissenschaftlich vor allem der Physik zu widmen. Dabei machte er über 50, zum großen Teil bedeutende und auch patentierte Erfindungen, besonders im Telegraphen- und Telefonwesen (Fernschreiber, Funksprechgerät) und für die Geodäsie.
Seit 1907 war Cerebotani Ehrenmitglied des Akademischen Görresvereins (später KStV Südmark) im KV, in dem er verschiedene Vorträge hielt und dem er bis zu seinem Tode eng verbunden blieb.
Das Hauptwerk von Cerebotani Wissenschaft und Mystik erschien 1922.
1947 wurden im Münchener Stadtteil Hartmannshofen ein Platz und eine Straße nach ihm benannt.